# Wikipédia en yiddish
Wikipédia en yiddish (en yiddish : יידיש-וויקיפעדיע) est l’édition de Wikipédia en yiddish, langue germano-néerlandaise qui a servi de langue vernaculaire aux communautés juives d'Europe centrale et orientale (ashkénazes) à partir du Moyen Âge. Le yiddish est parlé aujourd'hui aux États-Unis, en  Israël et dans la diaspora juive. L'édition est lancée en mars 2004. Son code est : yi.
Au 21 mars 2025, l'édition en yiddish contient 15 505 articles et compte 55 675 contributeurs, dont 46 contributeurs actifs et 3 administrateurs.

## Présentation

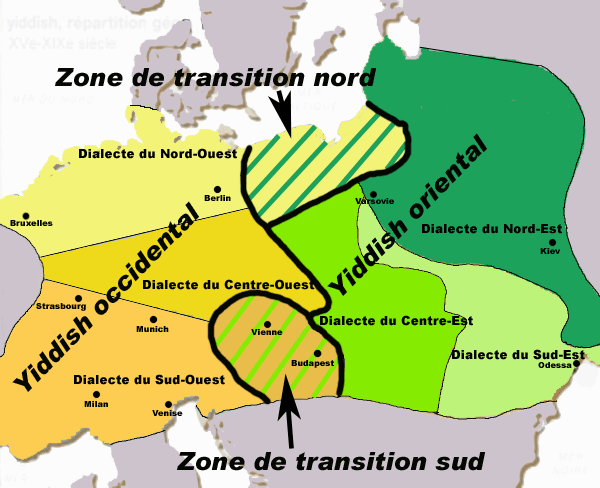
Ancienne aire de diffusion du yiddish.
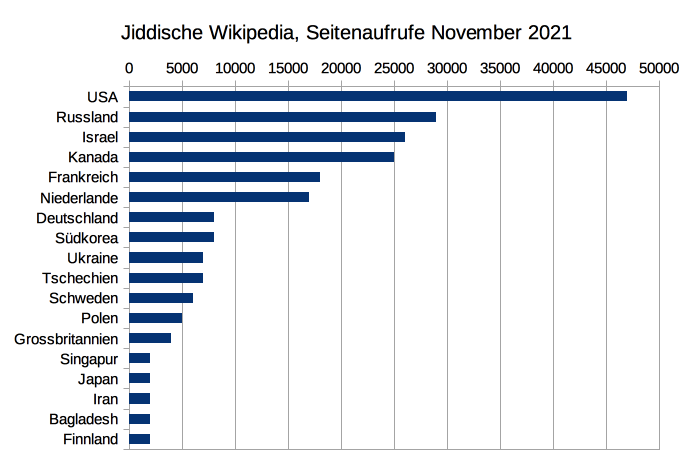
Pages de la Wikipédia en yiddish vues par pays en novembre 2021.

## Statistiques
- L'édition en yiddish est fondée le 3 mars 2004, mais le premier article a été mis en ligne le 28 novembre de la même année.
- En février 2009, elle compte quelque 5 800 articles et 3 200 utilisateurs enregistrés.
- Le 30 juin 2016, elle compte 13 296 articles.
- Le 7 novembre 2022, elle contient 15 410 articles et compte 46 230 contributeurs, dont 44 contributeurs actifs et 3 administrateurs.
- Le 28 août 2024, elle contient 15 468 articles et compte 53 667 contributeurs, dont 49 contributeurs actifs et 3 administrateurs.